# Żydówka sprzedająca owoce
Żydówka sprzedająca owoce – niedokończony obraz olejny polskiego malarza Aleksandra Gierymskiego.
Dzieło powstało w 1880 podczas pobytu artysty w Warszawie. W tym czasie Gierymski związał się z literatami i krytykami publikującymi na łamach pozytywistycznego czasopisma „Wędrowiec”. W wyniku współpracy ze Stanisławem Witkiewiczem i Antonim Sygietyńskim powstał wówczas cykl dzieł przedstawiających życie żydowskich mieszkańców Powiśla i innych ubogich warszawskich dzielnic. Inne dzieła cyklu poza Żydówką sprzedającą owoce to: Żydówka z pomarańczami, Żydówka z cytrynami, Brama na Starym Mieście w Warszawie oraz kilka wersji Święta trąbek. Szkic zaginął w czasie II wojny światowej podczas niemieckiej okupacji Polski.

## Opis obrazu
Przedstawiana na innych obrazach malarza żydowska handlarka cytrusów (Żydówka z pomarańczami, Żydówka z cytrynami) na tym szkicu ukazana została w całej postaci. Kosze z owocami leżą na ziemi. Kobieta zdaje się robić na drutach. W tle artysta namalował drzwi do jakiejś szopy czy składu. Malarz podpisał się w prawym górnym rogu swego niedokończonego dzieła.